# Bud Greenspan's Athens 2004: Stories of Olympic Glory
Bud Greenspan's Athens 2004: Stories of Olympic Glory è  un film documentario del 2005 sulle Olimpiadi di Atene 2004 diretto dal regista statunitense Bud Greenspan. Il film è stato presentato in anteprima il 7 novembre 2005 dal network statunitense Showtime .

## Trama
20 minuti dei 96 del film sono dedicati alle sei finali di martedì 24 agosto 2004, quali il salto con l'asta donne, 3000 siepi uomini (con tripletta keniota per la prima volta ai Giochi), 100 metri ostacoli donne con Joanna Hayes che stabilisce il nuovo record olimpico, i 400 metri donne con il trionfo della bahamense Tonique Williams e i 1500 metri uomini con il marocchino Hicham El Guerrouj vincitore e capace di ripetersi quattro giorni dopo sui 5000 metri.
Come in altri film di Greenspan, grande risalto è dato alla competizion del Decathlon ed in particolare ai 1500 metri che ne concludono il programma di dieci gare in due giorni. Sarà trionfo per il ceco Roman Šebrle, medaglia d'argento quattro anni prima a Sydney 2000.
Ancora il regista si dimostra grande maestro nel raccontare le storie degli atleti, in questo film ci racconta quelle di Mariel Zagunis (Scherma), Pyrros Dīmas (Sollevamento pesi), Otylia Jedrezejczak (Nuoto), Lisa Fernandez (Softball) e le sorelle australiane Anna e Kerrie Meares (Ciclismo su pista).

## I diritti televisivi del film della rete televisiva Showtime
Dopo che i film ufficiali dei Giochi olimpici di Seoul 1988, Barcellona 1992 e Atlanta 1996 erano stati proposti in prima visione televisiva sui canali di Disney Channel, dal 2001 è satta la rete televisiva Showtime (tra l'altro produttrice del telefilm Dexter) ad acquisire i diritti per la messa in onda televisiva in esclusiva dei film, realizzati da Bud Greenspan e la sua Cappy Production sulle Olimpiadi di Sydney 2000 e Atene 2004 .